# Tehran (tỉnh)
Tỉnh Tehran (tiếng Ba Tư: استان تهران Ostān-e Tehrān) là một tỉnh ở phía bắc cao nguyên trung bộ của Iran. Tỉnh lỵ đóng ở Tehran, đồng thời là thủ đô quốc gia. Tỉnh có diện tích 18.814  km², dân số năm 2005 là 12.150.742 người, mật độ 645,8 người/ km². Tỉnh có 13 huyện.
Tỉnh Tehran giáp với tỉnh Mazandaran ở phía bắc, tỉnh Qom ở phía nam, tỉnh Semnan ở phía đông, và tỉnh Qazvin ở phía tây. Tính đến tháng 6 năm 2005, tỉnh này bao gồm 13 thị trấn, 43 khu tự quản và 1.358 làng.
Tehran tỉnh là tỉnh giàu có nhất của Iran vì nó đóng góp khoảng 29% GDP của đất nước. Hơn nữa, là nơi sinh sống của khoảng 18% dân số của đất nước. Tỉnh Tehran là tỉnh công nghiệp phát triển nhất ở Iran, 86,5% dân số cư trú trong các khu vực đô thị và 13,5% dân số cư trú ở khu vực nông thôn.
Tỉnh đã đạt được tầm quan trọng khi Tehran tuyên bố là thủ đô của các triều đại Qajar vào năm 1778.